# كاموف كا-10
كاموف كا-10(تسمية الناتو هات)) هي طائرة مروحية سوفيتية الصنع وطارت أول مرة في عام 1949.

## التصميم والتطوير
كا 10 طورت من قبل نيكولاي كاموف لتحل محل كا-8، التي كانت ناجحة بما يكفي لسماح لكاموف لأعداد طائرة وتم تصميمها عام 1948..كامفوف كا-10 كان تخطيط مماثل لكا-8, مع تغيير في انابيب الصلبة المفتوحة تحمل وإضافة محرك ومقعد للطيار واثنين من الدوارات المحورية الثلاثة البيضاء. ,ومع تصميم لوحة وصل الإرسال والدوار ومحرك جديد مخصص لطائرات الهليكوبتر.

## النسخ
- كامفوف كا-10
- كامفوف كا-10 م

## المشغلون
الاتحاد السوفيتي

## المواصفات الفنية

### الخصائص العامة
- الطاقم:1
- الطول:3.70م
- قطر الدوار الرئيسي:2× 6.12 m
- الأرتفاع:2.5 م
- منطقة الدوار الرئيسي: 58.8م
- الوزن الفارغ: 234 كيلو غرام
- الوزن الإجمالي:375 كيلو غرام

### الأداء
- أقصى سرعة:90كيلو متر/ساعة
- المدى:95 كيلو متر